# Barrett (Texas)
Barrett è un census-designated place degli Stati Uniti d'America situato nella contea di Harris dello Stato del Texas.
La popolazione era di 3.199 persone al censimento del 2010.

## Storia
Fu fondata nel 1889 da Harrison Barrett, un ex schiavo.

## Geografia fisica
Barrett è situata a 29°52′19″N 95°03′43″W (29.871849, -95.062065).
Secondo lo United States Census Bureau, ha un'area totale di 6,5 miglia quadrate (17 km²), di cui 6,5 miglia quadrate (17 km²) di terreno e 0,1 miglia quadrate (0,26 km²), o 0,92%, d'acqua.

## Società

### Evoluzione demografica
Secondo il censimento del 2000, c'erano 2.872 persone, 946 nuclei familiari e 741 famiglie residenti nella città. La densità di popolazione era di 442,8 persone per miglio quadrato (170,9/km²). C'erano 1.034 unità abitative a una densità media di 159,4 per miglio quadrato (61,5/km²). La composizione etnica della città era formata dall'86,56% di afroamericani, l'8,64% di bianchi, il 2,89% di altre razze, e l'1,57% di due o più etnie, lo 0,35% di nativi americani. Ispanici o latinos di qualunque razza erano il 6,16% della popolazione.
C'erano 946 nuclei familiari di cui il 35,1% aveva figli di età inferiore ai 18 anni, il 47,1% aveva coppie sposate conviventi, il 25,5% aveva un capofamiglia femmina senza marito, e il 21,6% erano non-famiglie. Il 18,7% di tutti i nuclei familiari erano individuali e il 7,1% aveva componenti con un'età di 65 anni o più che vivevano da soli. Il numero di componenti medio di un nucleo familiare era di 3,03 e quello di una famiglia era di 3,46.
La popolazione era composta dal 29,8% di persone sotto i 18 anni, l'8,7% di persone dai 18 ai 24 anni, il 27,6% di persone dai 25 ai 44 anni, il 23,0% di persone dai 45 ai 64 anni, e il 10,9% di persone di 65 anni o più. L'età media era di 34 anni. Per ogni 100 femmine c'erano 94,2 maschi. Per ogni 100 femmine dai 18 anni in giù, c'erano 88,6 maschi.
Il reddito medio di un nucleo familiare era di 31.343 dollari e quello di una famiglia era di 35.074 dollari. I maschi avevano un reddito medio di 32.250 dollari contro i 20.781 dollari delle femmine. Il reddito pro capite era di 12.333 dollari. Circa il 23,1% delle famiglie e il 23,7% della popolazione erano sotto la soglia di povertà, incluso il 17,4% di persone sotto i 18 anni e il 33,6% di persone di 65 anni o più.